# Juvenal
Juvenal Amarijo Amanso (ur. 27 listopada 1923 w Santa Vitória do Palmar, zm. 30 października 2009 w Camaçari) – brazylijski piłkarz, obrońca. Srebrny medalista MŚ 50.
Grał m.in. we CR Flamengo (1949-1951), SE Palmeiras (1951-1954) oraz EC Bahia (1954-1958). Z Palmeiras zwyciężał w Campeonato Paulista (1950), a z Bahią w Campeonato Baiano (1954 i 1956).
W reprezentacji Brazylii rozegrał 11 spotkań. Podczas MŚ 50 wystąpił we wszystkich sześciu spotkaniach Brazylii w turnieju.